# تپه صوفی ۲
تپه صوفی ۲ مربوط به دوره نوسنگی - عصر مس و سنگ - مفرغ است و در شهرستان کرمانشاه، بخش کوزران، دهستان سنجابی ۱/۵ کیلومتری روستای خیبری واقع شده و این اثر در تاریخ ۲۶ اسفند ۱۳۸۶ با شمارهٔ ثبت ۲۱۷۹۵ به‌عنوان یکی از آثار ملی ایران به ثبت رسیده است.